# Two Ghosts
A Two Ghosts Harry Styles énekes és dalszerző dala, amely debütáló albumán jelent meg, először 2017. május 17-én. A dalt Styles, John Ryan, Julian Bunetta, Mitch Rowland és Tyler Johnson szerezte, míg a producere Jeff Bhasker, Alex Salibian és Johnson voltak. A második kislemezként jelent meg az albumról felnőtt kortárs rádiókon, 2017. augusztus 7-én a Columbia Records kiadón keresztül, majd másnap poprádiókon.
Ugyan a dal nem volt kifejezetten sikeres a slágerlistákon, a brit kislemezlistán 58., a kanadai Hot 100 listán pedig 91. volt. Ennek ellenére az Amerikai Hanglemezgyártók Szövetségétől (RIAA) arany, a Brit Hanglemezgyártók Szövetségétől (BPI) pedig ezüst minősítést ért el. Világszerte közel 900 ezer példány kelt el belőle.

## Kompozíció
A Two Ghosts egy country elemeket tartalmazó folk-rock ballada. Slide gitáron van előadva, stílusa a country folk felé hajlik. Dalszövegét tekintve egy kapcsolatról szól, amely nem tartott sokáig és az énekes a szakítás után megpróbál visszatérni emberi létéhez. Az Entertainment Weekly egy szerkesztője úgy értelmezte a dalt, hogy „egy elvesztett szerelem sirató, akusztikus boncolása.” E-dúrban és kétnegyedes ütemmel szerezték, viszonylag lassú, 70 bpm-es tempóval rendelkezik.

## Fogadtatás
Jamieson Cox (Pitchfork) szerint Styles „egy meggyőző country-trubadúr” a dalon. Anjali Raguraman (The Straits Times) szerint a „komor, country-inspirálta” szám dalszövegét tekintve felhasználja a Pink Floyd Wish You Were Here dalának ötleteit. Mikael Wood (Los Angeles Times) megjegyezte, hogy „a The Rolling Stones Tumbling Dice dalának stílusával gurul lassan előre.” David Sackllah (Consequence of Sound) kiemelte, hogy a slide gitár „elférne Ryan Adams Goldján.” Annie Zaleski (The A.V. Club) azt írta, hogy a Two Ghosts „ravaszul eltalálja azt a kellemetlen, üres érzést, mikor az ember rájön, hogy eltűnt az a szikra.”
Kitty Empire (The Guardian) kiemelte a dalszerzést az albumon. Allan Raible (ABC News) véleménye szerint a dalt befolyásolta George Harrison All Things Must Pass száma. Rob Sheffield (Rolling Stone) azt írta, hogy a „reménytelenül szerelmes” dal „akár Bread is lehetne.” Eve Barlow (Variety) úgy érezte, hogy nagyon könnyű elképzelni egy hosszú, nagyon érzelmes jelenetet a Szerelmünk lapjaiból a háttérben,” miközben a „tragikus, összezavaró történetet” hallgatjuk. Ugyanekkor David Dunn (The National) úgy gondolta, hogy a dal „panaszos” refrénjeinek és a „laza” gitárjátéknak köszönhetően beleillene a A Grace klinika egyik „könnyes” jelenetébe. Mark Savage (BBC Music) megjegyezte, hogy a dalban vannak hivatkozások Taylor Swift Style című számára, Cox (Pitchfork) ezt szintén észrevette és megjegyezte, hogy a dal „csak azért sikeres, mert ezekre [a hivatkozásokra] támaszkodik.” Egy Nick Grimshaw-val készített interjúban a BBC Radio 1 műsorán Stylest megkérdezték, hogy a dal Swiftről szól-e, ő pedig azt mondta, hogy „Szerintem eléggé egyértelmű,” bár egyenes választ nem adott a kérdésre.
A Billboard szerzői a hetedik helyre helyezték a Every One Direction Solo Single, Ranked listájukon, amely a fiúegyüttes tagjainak addig kiadott kislemezeit sorolta fel 2017-ben, azt mondva, hogy a dal „nincs eleget játszva és egyértelműen effektív.”

## Slágerlisták
| Slágerlista (2017)                                        | Legmagasabb pozíció |
| --------------------------------------------------------- | ------------------- |
| Belga kislemezlista (Ultratip Flanders)                   | 5                   |
| Kanadai kislemezlista (Canadian Hot 100)                  | 91                  |
| Ír kislemezlista (IRMA)                                   | 66                  |
| Mexikó Ingles Airplay dallista (Billboard)                | 9                   |
| Portugál kislemezlista (AFP)                              | 94                  |
| Skót kislemezlista (OCC)                                  | 77                  |
| Szlovák kislemezlista (Rádio Top 100)                     | 71                  |
| Szlovák digitális kislemezlista (Singles Digitál Top 100) | 86                  |
| Brit kislemezlista (OCC)                                  | 58                  |
| US Bubbling Under Hot 100 kislemezlista (Billboard)       | 18                  |
| US Adult Top 40 (Billboard)                               | 32                  |
| US Mainstream Top 40 (Billboard)                          | 34                  |

## Minősítések
| Régió                        | Minősítés    | Példányszám |
| ---------------------------- | ------------ | ----------- |
| Ausztrália (ARIA)            | Aranylemez   | 35 000      |
| Brazília (Pro-Música Brasil) | Aranylemez   | 30 000      |
| Kanada (Music Canada)        | Aranylemez   | 40 000      |
| Mexikó (AMPROFON)            | Platinalemez | 60 000      |
| Egyesült Királyság (BPI)     | Ezüstlemez   | 200 000     |
| Egyesült Államok (RIAA)      | Aranylemez   | 500 000     |

## Kiadások
| Régió              | Dátum               | Formátum              | Kiadó    | For.   |
| ------------------ | ------------------- | --------------------- | -------- | ------ |
| Egyesült Államok   | 2017. augusztus 7.  | kortárs felnőtt rádió | Columbia | [ 35 ] |
| Egyesült Államok   | 2017. augusztus 8.  | kortárs slágerrádió   | Columbia | [ 36 ] |
| Egyesült Királyság | 2017. szeptember 1. | kortárs slágerrádió   | Columbia | [ 37 ] |
| Olaszország        | 2017. szeptember 8. | kortárs slágerrádió   | Sony     | [ 38 ] |